# Cryptoerithus annaburroo
Cryptoerithus annaburroo là một loài nhện trong họ Gnaphosidae.
Loài này thuộc chi Cryptoerithus. Cryptoerithus annaburroo được Norman I. Platnick & Barbara Baehr miêu tả năm 2006.